# 代奈什福
代奈什福，是匈牙利杰尔-莫雄-肖普朗州所辖的一个村。总面积17.54平方公里，总人口361，人口密度20.6人/平方公里（2011年1月1日）。